# Edison (empresa)
Edison S.p.A é uma empresa de energia da Itália e atua na área de eletricidade e do gás natural. Ela produz, importa e vende energia elétrica e hidrocarbonetos, foi fundada em 1884 e é atualmente a empresa de energia mais antiga da Europa e segunda maior da Itália, a empresa estatal Francesa EDF controla 99,48% da companhia.